# Université Paris-Dauphine
Université Paris-Dauphine er et offentligt forskningsuniversitet i Paris, Frankrig. Det er den eneste institution i Frankrig, der både er grande école og universitet. Dauphine blev grundlagt som et fakultet for økonomi og ledelse i 1968 i det tidligere NATO-hovedkvarter i det vestlige Paris, i det 16. arrondissement.
Dauphine er kendt for sin undervisning i finans, økonomi, matematik, jura og forretningsstrategi.

## Berømte alumner
- Audrey Azoulay, fransk politiker i Socialistpartiet.
- Faure Gnassingbé, Togos præsident.